# Paix des Lignages
Pour les articles homonymes, voir Lignages.
La Paix des Lignages est l'accord conclu le 16 mai 1335 en l'abbaye Saint-Laurent, qui visait à mettre fin à la guerre des Awans et des Waroux qui ravageait le pays de Liège.

## Participants

### Côté Awans
- Thierry de Dammartin en Goële et en Hesbaye de Warfusée de Neufchâteau de Haneffe, écuyer (chef)
- Jean de Gilhar, chanoine de Liège
- Louis Steyn de Diepenbeck
- Jean de Rouveroi (de Hozémont)
- Jean Poulhet de Fermes
- Fastré de Bovegnistier

### Côté Waroux
- Wathi de Dammartin en Goële et en Hesbaye de Warfusée de Momalle, écuyer (chef)
- Libert de Langdris, chanoine de Liège
- Wathi de Berloz
- Pierre de Horion
- Arnoul d'Oborne
- Jean Boileau (de Mons)

## Texte du traité
Il y aura paix éternelle entre les familles, et amnistie générale des guerres, meurtres, combats, haines, rancunes, dépits, injures, dommages, crimes, larcins, incendies, et d'autres méfaits, sans en excepter qui que ce soit, et sans que personne puisse jamais adresser aucune plainte à Monseigneur de Liège au sujet de ces dommages, lesquelles plaintes sont déclarées nulles pour l'avenir.
En mémoire perpétuelle de la réparation des désordres qui ont pendant si longtemps désolé le pays, il sera construit, en lieu convenable, une église consacrée à la Vierge, mère de Dieu, et aux douze apôtres. Les chevaliers du lignage des Waroux, par forme d'amende et en expiation de leur crimes, contribueront à la construction de cette église pour une somme de trois mille cinq cents livres, en bonne monnaie de Liège ; le lignage des Awans fournira également pour sa part quatre mille livres de même monnaie, lesquelles sommes compenseront les pèlerinages auxquels les coupables devraient être condamnés.
Pour tout ce qui surviendra par la suite au pays et diocèse de Liège entre les familles divisées, comme mort d'homme, membre mutilé ou estropié, plaie ouverte, effusion de sang, blessure, combat, coups ; paroles outrageantes ou autres injures, les coupables seront punis comme pour de nouveaux attentats, et ne seront compris dans le châtiment que ceux-là mêmes qui auront commis le mal, laissant en liberté tous leurs adhérents, afin de ne point renouveler ces funestes dissensions.
Les infractions à la paix seront punies de la manière suivante :
- L'homicide recevra la mort, s'il est prouvé par les informations qu'il la mérite réellement. Dans le cas contraire, il sera chassé du pays et sujet à la poursuite de Monseigneur de Liège. Les amis et les parents de la victime n'entreprendront aucune guerre à ce propos, sous peine de bannissement.

- Quiconque privera quelqu'un d'un membre devra perdre ce même membre. Si le coupable échappe, il sera banni du diocèse et soumis à la poursuite de Monseigneur de Liège pendant un espace de vingt ou de quarante années ; au bout de ce terme, il aura seulement satisfait à la justice de l'évêque, et pour rentrer dans le pays, il devra également satisfaire à celle du seigneur particulier du lieu où le crime aura été commis.

- Pour ce qui concerne les offenses ou autres injures, le plaignant pourra avoir recours à la loi du pays dans le délai fixé, ou s'adresser au tribunal des douze, institué par la présente paix, et dont les membres, nommés à vie et choisis par moitié parmi les Awans et les Waroux, seront juges de tous les différends qui s'élèveront désormais entre les descendants de Raes de Dammartin.[1]

#### Œuvres de Jacques de Hemricourt
- Alphonse Bayot et Camille de Borman, Œuvres de Jacques de Hemricourt, t. I : Le Miroir des Nobles de Hesbaye, Bruxelles, Kiessling, 1910, 491 p. (lire en ligne)
- Camille de Borman et Édouard Poncelet, Œuvres de Jacques de Hemricourt, t. II : Le Miroir des Nobles de Hesbaye : Codex diplomaticus et tableaux généalogiques, Bruxelles, Kiessling, 1925, 496 p. (lire en ligne)
- Alphonse Bayot, Camille de Borman et Édouard Poncelet, Œuvres de Jacques de Hemricourt, t. III : Le Traité des Guerres d'Awans et de Waroux, Le Patron de la temporalité et Manuscrits et Éditions des Œuvres de J. de Hemricourt, Bruxelles, Lamertin, 1931, CDLXIII-481 p. (lire en ligne)
- Charles-François Jalheau, Le Miroir des Nobles de Hesbaye, par Jacques de Hemricourt, Liège, Imprimerie de J.F. Bassompierre, 1791 (lire en ligne)